# Serafima Brioussova
Serafima Brioussova, née Serafima Semionovna Sidorova (Moscou, 31 décembre 1894  - 1958) est la première femme neurochirurgienne au monde,.

## Biographie
Elle étudie la médecine dans sa ville natale de 1917 à 1923. Elle commence son internat en chirurgie générale en 1924 et, en 1928, est invitée par le père de la neurochirurgie russe Nikolaï Bourdenko à rejoindre son équipe.
Elle soutient une thèse de science en 1939 et est nommée professeure en 1941. En 1951, elle publie l'ouvrage de référence en langue russe Angiographie cérébrale. Elle a également étudié la perception de la douleur de la dure-mère, les traumatismes crâniens et la pression intracrânienne chez les trépanés.

## Vie personnelle
Elle est l'épouse de l'archéologue Alexandre Brioussov, et la belle-sœur du poète symboliste Valéri Brioussov. Leur fils se prénomme Boris (1933-2003).